# پوکروفکا (شهرستان پروومایسکی، سرزمین آلتای)
پوکروفکا (به لاتین: Porkovka) یک منطقهٔ مسکونی در روسیه است که در سرزمین آلتای واقع شده‌است.